# Aeroporto Internacional Modibo Keita
O Aeroporto Internacional Modibo Keita (em francês: Aéroport international Modibo Keita) (IATA: BKO, ICAO: GABS) é um aeroporto internacional localizado na cidade de Bamaco, capital do Mali.